# 사육신 (드라마)
《사육신》(문화어: 사륙신)은 한국방송공사가 기획하고, 조선중앙방송이 제작한 24부작 텔레비전 드라마인데 낯선 배우들, 이해하기 어려운 억양과 말투, 느린 진행 등이 남쪽의 시청자들과 맞지 않았던 점 외에도 정치적 이유에서 작품을 거부하는 사회적 분위기가 있었던 탓인지 2~3%대의 애국가 시청률로 기대 이하의 성적에 그쳤으며 결국 KBS 내부 감사에서 도마 위에 올라야 했다.

## 개요
KBS 드라마본부가 제작비와 방송 장비를 제공하였으며, 조선중앙방송이 극본과 연출, 배우 섭외 등의 제작 전반을 담당하였다. 연출은 조선민주주의인민공화국의 장영복 감독이, 대본은 박인서, 김일중이 담당하였다. 대한민국의 이승희, 박철도 대본의 수정에 참여하였다.
2005년부터 제작을 시작하여 2007년 3월에 추가 촬영을 마침으로써 총 제작기간 2년에 제작비 20여억 원이 소요되었다. 제작비의 3분의 2 가량은 발전차나 조명차 등의 현물로 지급되었다.

## 등장 인물

### 주요 인물
- 박성욱 : 성삼문 역
- 이부익 : 박팽년 역
- 박성 : 하위지 역
- 이학철 : 이개 역
- 이영준 : 유성원 역
- 김련화 : 정소연 역
- 김수일 : 김종서 역
- 최봉식 : 수양대군 역

### 사육신의 주변 인물
- 양해승 : 성승 역
- 강남훈 : 김질 역
- 김선옥 : 차산부인 역

### 정소연의 주변 인물
- 석성제 : 나길석 (라길석) 역
- 송영만 : 하천목 역
- 김천길 : 무소 역
- 이향숙 : 곱단 역

### 김종서의 주변 인물
- 조명애 : 솔매 역
- 박춘범 : 이징옥 역
- 박성덕 : 황희 역

### 수양대군의 주변 인물
- 박용철 : 한명회 역
- 고승룡 : 신숙주 역
- 서명산 : 정인지 (정린지) 역
- 문성철 : 권람 역
- 김영일 : 최항 역
- 김영희 : 정희왕후 윤씨 역
- 김은주 : 근빈 박씨 역
- 백승란 : 무송군부인 무송 윤씨 역
- 홍강휘 : 양정 역
- 임호남 : 홍윤성 역

### 그 외
- 김준식 : 세종 역
- 이성 : 단종 역
- 안선영 : 혜빈 양씨 역
- 박금희 : 소헌왕후 역
- 김인삼 : 황보인 역
- 김정룡 : 기전 역
- 박나섭 : 허후 역
- 최병남 : 정창손 역
- 황왈초 : 이계전 역

## 결방 사유
- 2007년 9월 26일 : 추석 특선 영화 '괴물' 편성 관계로 결방.
- 2007년 10월 17일 : 올림픽 축구 아시아 최종 예선 '한국 대 시리아' 편성 관계로 결방.